# Michele Baretta
Michele Baretta (Vigone, 1º gennaio 1916 – Vigone, 14 agosto 1987) è stato un pittore italiano.

## Biografia
Dal 1929 al 1935 segue al Collegio Artigianelli di Torino la Scuola di pittura del Reffo.
In seguito, come autodidatta, sperimenta tutte le tecniche pittoriche, compreso l'affresco. "Un solitario della provincia piemontese" lo definì il critico Marziano Bernardi.
Dopo il 1945 riprende l'attività come pittore; nel 1947 affresca l'abside della Chiesa del Cottolengo di Pinerolo e l'abside della Certosa di Motta Grossa, fraz. Riva di Pinerolo, che lo fecero conoscere ed apprezzare. Nel 1948 allestisce una delle sue prime personali a Villafranca Piemonte, nel 1954 affresca l'abside del Santuario della Madonna del Buon Rimedio di Cantogno, dipingendo "Il trionfo di Cristo Re con i Santi Pietro e Paolo" e per lo stesso santuario realizza una "Via Crucis" costituita da 14 grandi tavole.  Oltre alle mostre personali e alla partecipazione a rassegne in Italia e all'estero, affresca la cupola della Chiesa di Nostra Signora della Pace a Torino, l'abside della Chiesa di Santa Caterina a Vigone, la Chiesa di San Lazzaro a Pinerolo.
Sue opere sono presenti in prestigiose collezioni private in Italia e nei principali Paesi esteri ed inoltre in svariate collezioni pubbliche tra cui: Collezione Civica d'Arte di Palazzo Vittone a Pinerolo, Museo d'arte di Vibo Valentia, Collezione d'arte presso il Museo di Cuneo, Museo Storico della Cavalleria di Pinerolo, Museo d'Arte Moderna di Sessa Aurunca, Regione Piemonte, Istituto Bancario San Paolo di Torino, Juventus Football Club, Casino de la Vallée di Saint Vincent, Banca Torinese Balbis & Guglielmone (ora Banca Intesa), Cassa di Risparmio di Torino. Sale a lui dedicate nel Museo Diocesi di Pinerolo e nella Biblioteca Comunale Luisia di Vigone